# Uncensored
Uncensored（アンセンサード）は、2007年に結成された、日本のオルタナティヴ・ロックバンド。
略称として話す際には『アンセ』表記の際には『Ucs』などがよく用いられる。
2007年、牧野が大学の友人である花崗・甲斐をバンドに誘い、花崗の中学からの友人である上原・浦川を加えて結成された。

## メンバー
- 上原平（かんばる たいら、1988年12月13日 - ）： ギター、ボーカル
北海道函館市出身。ほぼすべての曲で作詞を務める。

- 牧野潤一（まきの じゅんいち、1988年8月2日 - ）： ギター、コーラス

石川県金沢市出身。ラジオではMCを務める。高校の国語科教員免許を持つため、メンバーからは「先生」と呼ばれることもある。
- 甲斐杏奈（かい あんな、1988年10月25日 - ）： ベース、ギター
青森県八戸市出身。主に作曲を務める。

- 花崗圭人（みかげ けいと、1988年6月1日 - ）： ドラムス
北海道函館市出身。苗字が難読であるため、メンバーやファンからは「ハナオカ」と呼ばれる。

- 浦川英基（うらかわ ひでき、1989年2月9日 - ）： キーボード
北海道函館市出身。メンバーの愛称は「ケミカル」。